# Glena asaccula
Glena asaccula là một loài bướm đêm trong họ Geometridae.